# Associação Paranaense de Educação Esportiva e Social 2021-2022
Questa voce raccoglie le informazioni riguardanti l'Associação Paranaense de Educação Esportiva e Social nella stagione 2021-2022.

## Stagione
L'Associação Paranaense de Educação Esportiva e Social gioca nell'annata 2021-22 col nome sponsorizzato Curitiba Vôlei.
Partecipa alla Superliga Série A, classificandosi al dodicesimo posto, retrocedendo quindi in serie cadetta.

## Organigramma societario
Area direttiva
- Presidente: Gisele Miró
- Team manager Valeska Menezes

Area tecnica
- Allenatore: Helga Sasso
- Secondo allenatore: Tatiana Ribas

## Rosa
| N° | Nome                | Ruolo | Data di nascita   | Nazionalità sportiva |
| -- | ------------------- | ----- | ----------------- | -------------------- |
| 1  | Daniela dos Santos  | L     | 1º maggio 1978    | Brasile              |
| 2  | Beatriz Lima        | C     | 30 luglio 2000    | Brasile              |
| 3  | Gabriela Sasso      | P     | 19 aprile 1991    | Brasile              |
| 4  | Nicole Tempass      | P     | 24 marzo 2000     | Brasile              |
| 5  | Tamara Ábila        | S     | 10 ottobre 1998   | Brasile              |
| 9  | Izadora Stedile     | S     | 10 marzo 2004     | Brasile              |
| 8  | Valeska Menezes     | C     | 23 aprile 1976    | Brasile              |
| 9  | Gabriella Weber     | O     | 12 settembre 2003 | Brasile              |
| 10 | Nelmaira Váldez     | S     | 22 aprile 1992    | Venezuela            |
| 11 | Emília Oliveira     | C     | 7 agosto 1992     | Brasile              |
| 12 | Mabelly de Souza    | S     | -                 | Brasile              |
| 12 | Sara dos Santos     | S     | 25 aprile 1999    | Brasile              |
| 14 | Cali Thompson       | P     | 3 luglio 1998     | Stati Uniti          |
| 16 | Melissa Rangel      | C     | 16 ottobre 1994   | Colombia             |
| 17 | Rafaela Patallo     | S     | 7 giugno 1992     | Brasile              |
| 18 | Pâmella Laurindo    | P     | 16 luglio 2001    | Brasile              |
| 19 | Tássia Silva        | L     | 3 giugno 1988     | Brasile              |
| 20 | Fernanda dos Santos | S     | 29 gennaio 1992   | Brasile              |

## Statistiche

### Statistiche di squadra
| Competizione      | Punti | In casa | In casa | In casa | In trasferta | In trasferta | In trasferta | Totale | Totale | Totale |
| Competizione      | Punti | G       | V       | P       | G            | V            | P            | G      | V      | P      |
| ----------------- | ----- | ------- | ------- | ------- | ------------ | ------------ | ------------ | ------ | ------ | ------ |
| Superliga Série A | 8     | 11      | 1       | 10      | 11           | 2            | 9            | 22     | 3      | 19     |
| Totale            | -     | 11      | 1       | 10      | 11           | 2            | 9            | 22     | 3      | 19     |

### Statistiche dei giocatori
| Giocatrice    | Superliga Série A | Superliga Série A | Superliga Série A | Superliga Série A | Superliga Série A | Totale | Totale | Totale | Totale | Totale |
| Giocatrice    | P                 | PT                | AV                | MV                | BV                | P      | PT     | AV     | MV     | BV     |
| ------------- | ----------------- | ----------------- | ----------------- | ----------------- | ----------------- | ------ | ------ | ------ | ------ | ------ |
| T. Ábila      | 19                | 90                | 77                | 9                 | 4                 | 19     | 90     | 77     | 9      | 4      |
| M. de Souza   | 1                 | 0                 | 0                 | 0                 | 0                 | 1      | 0      | 0      | 0      | 0      |
| D. dos Santos | 2                 | 2                 | 1                 | 1                 | 0                 | 2      | 2      | 1      | 1      | 0      |
| F. dos Santos | 2                 | 0                 | 0                 | 0                 | 0                 | 2      | 0      | 0      | 0      | 0      |
| S. dos Santos | 3                 | 4                 | 4                 | 0                 | 0                 | 3      | 4      | 4      | 0      | 0      |
| P. Laurindo   | 4                 | 0                 | 0                 | 0                 | 0                 | 4      | 0      | 0      | 0      | 0      |
| B. Lima       | 11                | 24                | 16                | 7                 | 1                 | 11     | 24     | 16     | 7      | 1      |
| V. Menezes    | 18                | 86                | 56                | 27                | 3                 | 18     | 86     | 56     | 27     | 3      |
| E. Oliveira   | 5                 | 12                | 6                 | 6                 | 0                 | 5      | 12     | 6      | 6      | 0      |
| R. Patallo    | 11                | 31                | 28                | 1                 | 2                 | 11     | 31     | 28     | 1      | 2      |
| M. Rangel     | 19                | 139               | 90                | 43                | 6                 | 19     | 139    | 90     | 43     | 6      |
| G. Sasso      | 18                | 14                | 7                 | 4                 | 3                 | 18     | 14     | 7      | 4      | 3      |
| T. Silva      | 21                | 0                 | 0                 | 0                 | 0                 | 21     | 0      | 0      | 0      | 0      |
| I. Stedile    | 22                | 101               | 88                | 6                 | 7                 | 22     | 101    | 88     | 6      | 7      |
| N. Tempass    | 3                 | 0                 | 0                 | 0                 | 0                 | 3      | 0      | 0      | 0      | 0      |
| C. Thompson   | 20                | 20                | 15                | 2                 | 3                 | 20     | 20     | 15     | 2      | 3      |
| N. Váldez     | 19                | 220               | 189               | 24                | 7                 | 19     | 220    | 189    | 24     | 7      |
| G. Weber      | 20                | 97                | 75                | 12                | 14                | 20     | 97     | 75     | 12     | 14     |

P = presenze; PT = punti totali; AV = attacchi vincenti; MV = muri vincenti; BV = battute vincenti